# Salvador Moncada
Sir Salvador Moncada (* 3. Dezember 1944 in Tegucigalpa, Honduras) ist ein britisch-honduranischer Pharmakologe.

## Leben
Moncada schloss 1970 sein 1962 begonnenes Studium der Medizin an der Universidad de El Salvador ab. An der University of London erwarb er 1973 bei John Robert Vane einen Ph.D. in Pharmakologie und 1983 in allgemeinen Wissenschaften (D.Sc.). Moncada arbeitete als Dozent an den Universitäten von El Salvador und Honduras, ab 1974 als Juniorprofessor an der Universität von Honduras. Ab 1975 arbeitete er in der Pharma-Forschung bei Wellcome, insbesondere forschte er zu Prostaglandinen. 1986 übernahm er die Leitung der dortigen Forschungslaboratorien. Von 1995 bis 2012 leitete er das Wolfson Institute for Biomedical Research am University College London. Sein Nachfolger wurde William D Richardson. Moncada ist mit Marie-Esmeralda von Belgien verheiratet, einer Tochter der Prinzessin von Réthy und Mitglied des belgischen Königshauses. Das Paar hat zwei Kinder. 2010 wurde Moncada, mittlerweile auch britischer Staatsbürger, in Anerkennung seiner wissenschaftlichen Leistungen durch Königin Elisabeth II. als Knight Bachelor in den britischen Adelsstand erhoben. Heute ist Moncada Director des Instituts für Krebsforschung (Institute of Cancer Sciences) der University of Manchester.

## Wirken
Moncada konnte grundlegende Beiträge zum Verständnis körpereigener Signalübertragung mit Anwendungen in der Pharmakologie leisten. Sein Forschungsgebiet sind vasoaktive Substanzen, der Arachidonsäure-Stoffwechsel und Stickstoffmonoxid (NO). Letzteres konnte er als Endothelium-derived relaxing Factor (EDRF) identifizieren, womit die Grundlage für die Anwendung von Glyceroltrinitrat bei der Behandlung der koronaren Herzkrankheit geschaffen wurde.
Moncada entdeckte, dass die Gefäßwände von Säugetieren Stickstoffmonoxid aus L-Arginin synthetisieren. Er konnte die Bedeutung dieses Stoffwechselweges als universeller Mechanismus der Signaltransduktion für die Regulator verschiedener Zellfunktionen aufklären. Moncada spielte eine wichtige Rolle bei der Entdeckung der Thromboxansynthase und von Prostacyclin.
Die Vergabe des Nobelpreises für Physiologie oder Medizin 1998 für die Erforschung des Zusammenhangs von L-Arginin und NO an Robert F. Furchgott, Louis J. Ignarro und Ferid Murad unter Nichtberücksichtigung von Moncada traf bei Teilen der wissenschaftlichen Gemeinde auf Unverständnis.

## Auszeichnungen (Auswahl)
- 1988 Mitgliedschaft in der Royal Society[5]
- 1990 Prinz-von-Asturien-Preis[6]
- 1992 A.H.-Heineken-Preis für Medizin[7]
- 1992 Mitgliedschaft in der Academia Europaea[8]
- 1994 Royal Medal[8]
- 1994 Mitgliedschaft in der National Academy of Sciences
- 2005 Croonian Lecture
- 2010 Knight Bachelor[9]
- 2013 Ernst-Jung-Medaille für Medizin in Gold[10]
- 2016 Mitgliedschaft in der Päpstlichen Akademie der Wissenschaften